# Дрискол (Тексас)
Дрискол (енгл. Driscoll) град је у америчкој савезној држави Тексас. По попису становништва из 2010. у њему је живело 739 становника.

## Демографија
Према попису становништва из 2010. у граду је живело 739 становника, што је 86 (10,4%) становника мање него 2000. године.
| Група             | 2000.       | 2010.       |
| Белци             | 127 (15,4%) | 113 (15,3%) |
| Афроамериканци    | 4 (0,5%)    | 1 (0,1%)    |
| Азијати           | 5 (0,6%)    | 2 (0,3%)    |
| Хиспаноамериканци | 693 (84,0%) | 617 (83,5%) |
| Укупно            | 825         | 739         |